# Henrik Fiig
Henrik Fiig (født 23. juni 1965) er en dansk skuespiller.
Fiig er uddannet fra Statens Teaterskole i 1993. Fra 1994 til 1997 var han tilknyttet Hippodromen, og kom senere til Folketeatret.

## Filmografi
- Nattevagten (1994)
- Riget II (1997)